# Thomas Askebrand
Thomas Anders Roland Askebrand, ursprungligen Johansson, född den 23 januari 1968 i Åsa, är en svensk fotbollstränare.
Han tog sitt nuvarande namn efter sin morfar som var brandman i Norrland. Han föddes i Åsa, där han också bor idag. Som ung spelade Askebrand fotboll i lokalklubben Åsa IF i åtta säsonger, men fick lägga av på grund av skador.
Askebrand har tränat flera småklubbar i början av sin tränarkarriär, i Hanhals, Bua och Lerkil. Han var dessutom ett år assisterande tränare i Västra Frölunda IF. I oktober 2007 blev han huvudtränare för Falkenbergs FF. Efter fem bra säsonger i Falkenberg lämnade han för Gais där han tillträdde som huvudtränare i januari 2013. Askebrand ingick i Gais nysatsning mot Allsvenskan efter att klubben åkt ut förstadivisionen 2012.
Den 10 december 2014 presenterades Askebrand som ny tränare för Östers IF, som säsongen innan trillat ur Superettan. Askebrand ledde laget till en tredjeplats under första året i Division 1 södra 2015. 2016 vann laget divisionen bland annat efter att endast släppt in två mål på hemmaplan under hela säsongen. 2017 gjorde Öster comeback i Superettan där de efter en bra säsong slutade på en fjärde plats. Askebrand blev den första tränare sedan Nanne Bergstrand i mitten av 90-talet att inleda tre säsonger i rad som huvudtränare i klubben.
I november 2017 blev han klar som tränare i Örgryte IS. Han ledde laget till två topplaceringar under sina två år i föreningen.
I november 2019 blev han klar som ny tränare för Västerås SK. Sensommaren 2022 tillträdde han som sportchef i Varbergs BoIS.